# Coelogyne xyrekes
Coelogyne xyrekes är en orkidéart som beskrevs av Henry Nicholas Ridley.
Coelogyne xyrekes ingår i släktet Coelogyne och familjen orkidéer. Inga underarter finns listade i Catalogue of Life.

## Bildgalleri

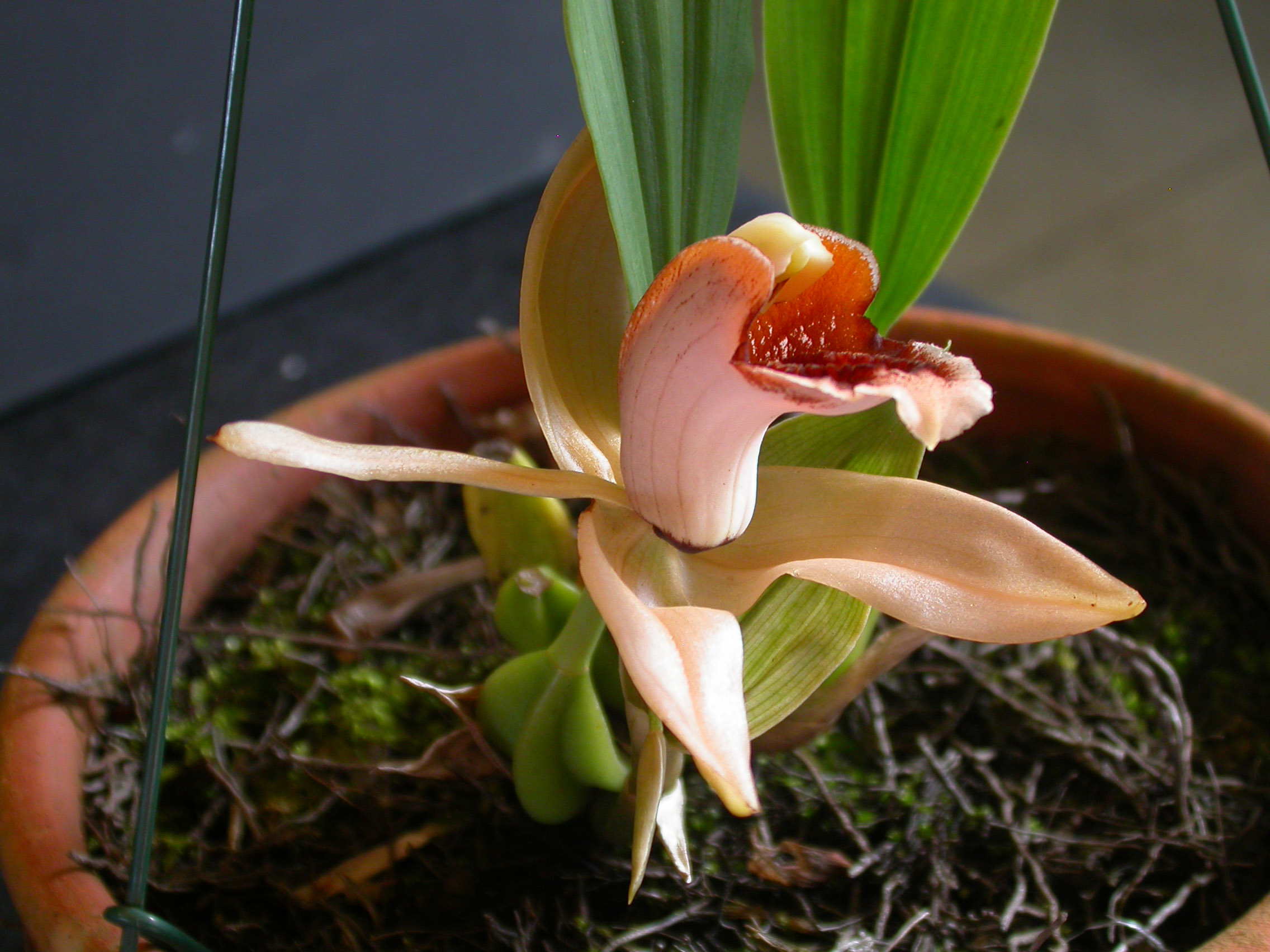